# Eva Gabriele Reichmann
Eva Gabriele Reichmann (* 16. Januar 1897 in Lublinitz (Oberschlesien); † 15. September 1998 in London) war eine deutsch-britische Historikerin und Soziologin jüdischer Herkunft. Sie trat nach 1945 besonders im Bereich der Antisemitismusforschung hervor.

## Leben
Die Tochter des jüdischen Paares Adolf und Agnes Jungmann wurde in Oberschlesien geboren. Ihre Geschwister waren Otto und Elisabeth Jungmann. 1921 promovierte sie in Heidelberg bei Emil Lederer mit der Dissertation „Spontaneität und Ideologie als Faktoren der modernen sozialen Bewegungen“ zum Dr. phil.
Eva Jungmann heiratete 1932 den Rechtsanwalt Hans Reichmann. Beide arbeiteten in der Weimarer Republik von 1924 bis zu ihrer Auflösung 1939 für den Centralverein deutscher Staatsbürger jüdischen Glaubens, eine der wichtigsten Organisationen zum Schutz des Judentums in Deutschland. 1938 wurde ihr Mann im Kontext der Novemberpogrome 1938 einige Zeit im Konzentrationslager Sachsenhausen interniert. Daraufhin emigrierte das Paar 1939 nach London.
Dort arbeitete Eva Reichmann als Übersetzerin für den Abhördienst der BBC. Im Jahr 1945 promovierte sie zum zweiten Mal an der London School of Economics mit der Arbeit Hostages of Civilization, auf Deutsch 1951 erschienen unter dem Titel: Die Flucht in den Hass. Die Ursachen der deutschen Judenkatastrophe. Darin analysierte sie den Untergang der jüdischen Gemeinden Deutschlands und beschrieb den spezifischen Antisemitismus der Nationalsozialisten als Sonderfall allgemeiner Fremdenfeindlichkeit gegen eine religiös-ethnische Minderheit und als Kompensation für eine tiefe „Unsicherheit im deutschen Nationalbewusstsein“. Sie befasste sich intensiver als z. B. Paul Wilhelm Massing mit der ideenmäßigen Begründung des deutschen Nationalismus im 19. Jahrhundert, dem sie eine tiefe innere Unsicherheit über die Rolle des Landes in der Welt attestierte. Im Judenhass hat dieser Nationalismus einen geistigen Ausgleich für seine Identitätsschwäche gesucht und einen entscheidenden „Sonderfall an Gruppenspannungen“ zwischen jüdischer Minderheit und der Mehrheit erzeugt. Auf diese Spannungen hat der Nationalsozialismus propagandistisch aufgebaut. Reichmann sah bei der Erklärung des NS-Antisemitismus von der eigentlichen, „objektiven“, Lage der Juden im Deutschland des 19. und 20. Jahrhunderts ab und richtete ihren Blick auf die ideologisch konstruierten Hintergründe der Antisemiten selbst, also auf die Seite der Täter und ihrer sozialen Psyche.
Wenn dieser Ansatz zur Erklärung des Holocaust heute auch stärker differenziert und so nicht mehr vertreten wird, regte ihre Arbeit die folgende Forschung entscheidend an.
Als eine der ersten deutschsprachigen Historikerinnen und als selbst verfolgte Jüdin sammelte und archivierte sie Berichte verfolgter Juden und Augenzeugen für die Forschungsabteilung der Wiener Library. Als deren Leiterin wertete sie auch die Protokolle der Nürnberger Prozesse aus. Zugleich engagierte sie sich stark für die Versöhnung der Überlebenden des Holocaust und exilierten deutschen Juden mit den übrigen Bürgern der Bundesrepublik. Dafür erhielt sie 1982 den Moses-Mendelssohn-Preis und ein Jahr darauf das Große Bundesverdienstkreuz; 1970 hatte sie bereits die Buber-Rosenzweig-Medaille erhalten.
Eva Reichmann gilt als hervorragende Wissenschaftlerin, die direkt nach Kriegsende als betroffene Zeitzeugin den Weg zum Holocaust zu erforschen begann und, insbesondere mit ihrem Auftritt auf der entsprechenden Arbeitsgruppe des letzten gesamtdeutschen Evangelischen Kirchentags in Berlin 1961, einen Beitrag zur Versöhnung leistete.
Von ihrer Schwester Elisabeth übernahm sie nach deren Tod 1958 die Verwaltung des literarischen Nachlasses von Max Beerbohm, ihres Gatten.
Zum Selbstverständnis von Eva Gabriele Reichmann: „Also, ich bin eine Deutsche nicht mehr, eine Engländerin werde ich nie sein. Ich bin eine britische Staatsangehörige jüdischer Tradition, jüdischer Herkunft und bemühe mich, meine nie versagende und nie dahingegangene deutsche Loyalität noch zu bewahren, neben meiner britischen Loyalität, die von meinem ganzen Dank dafür geprägt ist, dass mir England eine Heimat gegeben hat, als Deutschland mir die Heimat zu nehmen begann.“

## Werke
- (als Reichmann-Jungmann): Der Untergang des Judentums. In: Der Morgen. 8, Nr. 1, Berlin April 1932, S. 64–72 online[5]
- Hostages of Civilisation. A Study of the Social Causes of Antisemitism. Hg. Association of Jewish Refugees Information 1945; Gollancz, London 1950
  - Deutsche Ausgabe: Die Flucht in den Hass. Die Ursachen der deutschen Judenkatastrophe. Frankfurt 1951, weitere Aufl. Europäische Verlagsanstalt, Frankfurt 1956–1969[6], Frankfurt am Main 2021, ISBN 978-3-86393-104-9.
- Herausgeberin: Worte des Gedenkens für Leo Baeck. Lambert Schneider, Heidelberg 1959
- Der „bürgerliche“ Antisemitismus. In Der ungekündigte Bund. Neue Begegnung von Juden und christlicher Gemeinde. Hrsg. Dietrich Goldschmidt, Hans Joachim Kraus. Im Auftrag der Arbeitsgemeinschaft Juden und Christen, Deutscher Evangelischer Kirchentag Berlin 1961. Kreuz-Verlag, Stuttgart 1962. S. 93–102[7]
- Größe und Verhängnis deutsch-jüdischer Existenz. Zeugnisse einer tragischen Begegnung. Geleitwort Helmut Gollwitzer. Lambert Schneider, Heidelberg 1974